# Samson Kitur
Samson Kitur, född 25 februari 1966 i Eldoret i Kenya, död 25 april 2003 i Eldoret, var en kenyansk friidrottare som tävlade huvudsakligen på 400 meter.
Kiturs genombrott kom när han 1990 blev afrikansk mästare på 400 meter med tiden 45,15. Samma år blev han silvermedaljör, med tiden 44,88 vid Samväldesspelen efter Australiens Darren Clark. 
Vid inomhus VM 1991 blev Kitur åter silvermedaljör, denna gång efter Jamaicas Devon Morris, tiden var då 46,21. Kitur deltog även vid VM 1991 i Tokyo där han slutade sexa i sin semifinal på 400 meter och därmed inte gick vidare till finalen. I stafett sprang han i det kenyanska lag på 4 x 400 meter som slutade på femte plats. 
Kitur deltog vid Olympiska sommarspelen 1992 i Barcelona där han på 400 m slutade trea med tiden 44,24, slagen bara av amerikanerna Quincy Watts och Steve Lewis. Vid VM 1993 slutade Kitur åter på tredje plats på 400 meter slagen denna gång av Michael Johnson och Butch Reynolds. Tiden 44,54 var en halvsekund före den tredje amerikanen Watts. I stafett sprang han sista sträckan i det kenyanska lag som oväntat blev silvermedaljörer efter USA.
Kiturs sista mästerskap var Olympiska sommarspelen 1996 i Atlanta där han blev utslagen i semifinalen på 400 meter.